# Powiat Kassel
Powiat Kassel (niem. Landkreis Kassel) – powiat w Niemczech, w kraju związkowym Hesja, w rejencji Kassel. Siedzibą powiatu jest miasto Kassel.

## Podział administracyjny
Powiat Kassel składa się z:
- jedenastu miast (Stadt)
- 17 gmin (Gemeinde)
- jednego obszaru wolnego administracyjnie (niem. gemeindefreies Gebiet)

Miasta:
| Lp. | Nazwa miasta   | Ludność (30.06.2010) | Powierzchnia km² |
| --- | -------------- | -------------------- | ---------------- |
| 1   | Bad Karlshafen | 3.814                | 14,85            |
| 2   | Baunatal       | 27.666               | 38,27            |
| 3   | Grebenstein    | 6.032                | 49,85            |
| 4   | Hofgeismar     | 15.744               | 86,39            |
| 5   | Immenhausen    | 6.995                | 28,53            |
| 6   | Liebenau       | 3.366                | 48,87            |
| 7   | Naumburg       | 5.297                | 66,29            |
| 8   | Trendelburg    | 5.249                | 69,35            |
| 9   | Vellmar        | 18.184               | 13,97            |
| 10  | Wolfhagen      | 12.877               | 111,95           |
| 11  | Zierenberg     | 6.699                | 86,53            |

Gminy:
| Lp. | Nazwa gminy    | Ludność (30.06.2010) | Powierzchnia km² |
| --- | -------------- | -------------------- | ---------------- |
| 1   | Ahnatal        | 7.980                | 18,03            |
| 2   | Bad Emstal     | 6.097                | 38,67            |
| 3   | Breuna         | 3.665                | 40,47            |
| 4   | Calden         | 7.442                | 54,74            |
| 5   | Espenau        | 4.903                | 13,59            |
| 6   | Fuldabrück     | 8.662                | 17,85            |
| 7   | Fuldatal       | 11.798               | 33,68            |
| 8   | Habichtswald   | 5.148                | 28,21            |
| 9   | Helsa          | 5.575                | 25,77            |
| 10  | Kaufungen      | 12.583               | 26,13            |
| 11  | Lohfelden      | 13.741               | 16,57            |
| 12  | Nieste         | 1.797                | 4,05             |
| 13  | Niestetal      | 10.537               | 22,15            |
| 14  | Reinhardshagen | 4.798                | 12,99            |
| 15  | Schauenburg    | 10.324               | 30,85            |
| 16  | Söhrewald      | 5.029                | 58,90            |
| 17  | Wesertal       | 5.669                | 52,59            |

Obszary wolne administracyjnie:
| Lp. | Nazwa obszaru | Ludność (30.06.2010) | Powierzchnia km² |
| --- | ------------- | -------------------- | ---------------- |
| 1   | Reinhardswald | teren niezamieszkany | 183,00           |

## Zmiany administracyjne
1 stycznia 2020
- - połączenie gminy Oberweser z gminą Wahlsburg w gminę Wesertal